# Bert-Ola Nordlander

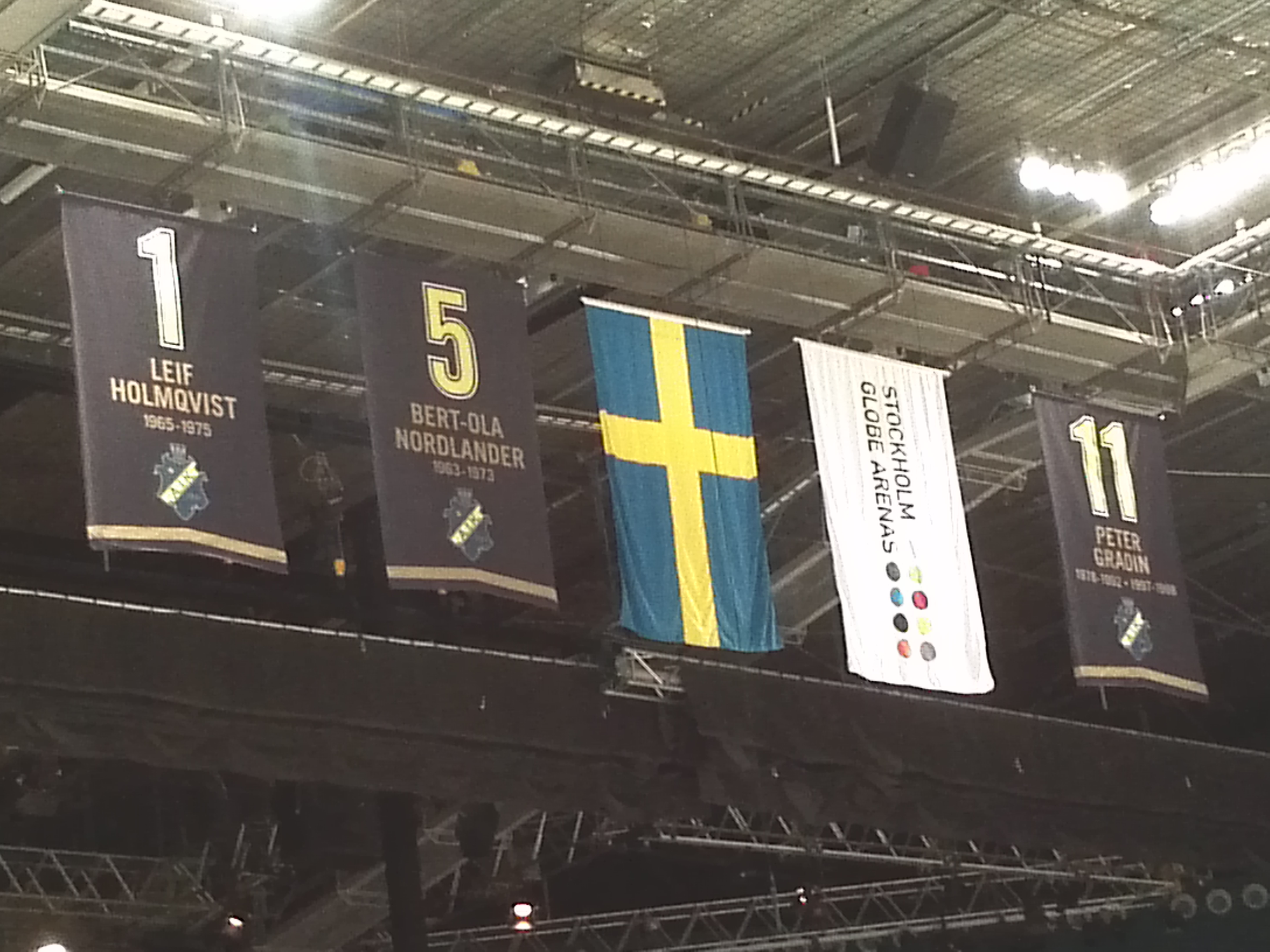
Bert-Ola Nordlanders namn på en av AIK Ishockeys banderoller på Johanneshovs isstadion.

Bert-Ola Nordlander, född 12 augusti 1938 i Sundsvall, är en svensk tidigare back inom ishockey.
Bert-Ola Nordlander växte upp i Timrå på Järnvägsgatan, samma gata där Eje Lindström och Lill-Strimma Svedberg växte upp. Han gjorde debut i A-laget för Wifsta/Östrands IF redan som 15-åring i division I. Då han fått jobb på Atlas utanför Nacka erbjöds han plats i både AIK Ishockey och Djurgården Hockey: Valet föll på AIK och han kom att bli en av AIK:s största spelare genom alla tider under sina tio säsonger med laget. Han blev 1967 den förste AIK:aren att få Guldpucken. Under många år var Bert-Ola Nordlander lagkapten i AIK. Hans ledaregenskaper kom senare också att utnyttjas utanför banan i olika klubbar.
Avslutade karriären med spel i Nacka SK.
Bert-Ola Nordlander har spelat 195 A-landskamper för Tre Kronor och vunnit VM-guld 1962. Han deltog i fyra olympiska vinterspel, 1960, 1964, 1968 och 1972. Han har Stora Grabbars Märke i ishockey nummer 58 och han vann Guldpucken 1967 som säsongens främste spelare i Elitserien i ishockey och Sveriges herrlandslag i ishockey. 
Han är hyllad av AIK genom att ha fått sin tröja med nummer fem hissad i Johanneshovs Isstadions tak.

## Klubbar
- Wifsta/Östrands IF, (senare ombildad till Timrå IK), Division I 1956-1963
- AIK, Division I 1963-1973
- Nacka SK, (spelande tränare) 1973-1976
- Hammarby IF, (tränare) 1976-1979[5]
- Djurgårdens IF, (tränare) 1979-1981[6]

## Meriter
- Guldpucken till främste spelare i Elitserien i ishockey och Sveriges herrlandslag i ishockey 1967
- Guldhjälmen 1961-1962
- Guldskridskon Gillbergs hederspris  1961 o 1968  TK:s hederspris 1968-69
- OS-silver 1964
- Uttagen i Sveriges All-Star Team 1961, 1962, 1963, 1968, 1969, 1971
- VM-guld 1962
- VM-silver 1963, 1967, 1969 1964
- VM-brons 1965, 1971[7]
- Stora Grabbars Märke i ishockey nummer 58